# Brian Blessed
Brian Blessed (ur. 9 października 1936 w Mexborough w hrabstwie Yorkshire w Wielkiej Brytanii) – angielski aktor. Jedną z bardziej znaczących ról była rola Oktawiana Augusta w serialu telewizyjnym Ja, Klaudiusz (1976).